# Jenitba
Jenitba (Женитьба, El matrimoni) és una òpera inacabada composta per Modest Mússorgski sobre un llibret rus de Nikolai Gógol, basat en la seva novel·la homònima. S'estrenà a Moscou el 12 de desembre de 1908.